# NGC 75
NGC 75 este o galaxie lenticulară din constelația Peștii. A fost descoperită în 22 octombrie 1886 de către Lewis Swift.